# Bindorf
Bindorf ist eine Wüstung bei Dorndorf in Sachsen-Anhalt.

## Geschichte
In dem zwischen 881 und 899 entstandenen Verzeichnis des Zehnten des Klosters Hersfeld wird unter dem Namen Budinendorpf ein zehntpflichtiger Ort im Gau Friesenfeld genannt.